# 5 Years in a LIVEtime
5 Years in a LIVEtime es el segundo vídeo (home video) lanzado por Dream Theater. El vídeo contiene una mezcla de secuencias de conciertos, videoclips promocionales, secuencias detrás-de-las-cámaras y entrevistas de los cinco años entre el lanzamiento de su último home video, Images and Words: Live in Tokyo, y este vídeo. Incluidos en el vídeo están los siguientes:
- El making of de su álbum de 1994, Awake.
- Secuencias de su gira "Waking Up the World"
- Secuencias de su concierto Uncovered de 1995 en el Ronnie Scott's Jazz Club.
- El making of de su álbum de 1997, Falling into Infinity.
- Secuencias de la gira "Touring into Infinity", incluyendo el concierto en París presentado en el CD acompañante Once in a LIVEtime y el show unplugged del club de fanes en Róterdam.
- Videoclips de los temas Lie, The Silent Man, y Hollow Years.

En el 2004, 5 Years in a LIVEtime fue lanzado en DVD como el disco 2 del set Live in Tokyo / 5 Years in a LIVEtime. Una pista de comentarios por los miembros de la banda fue incluida en el DVD.

## Contenido
- "Burning My Soul"
- "Cover My Eyes"
- "Lie" (videoclip)
- "6:00"
- "Voices"
- "The Silent Man" (videoclip)
- "Damage Inc."
- "Easter"
- "Starship Trooper"
- "Hollow Years" (videoclip)
- "Puppies On Acid"
- "Just Let Me Breathe"
- "Perfect Strangers"
- "Speak To Me"
- "Lifting Shadows Off A Dream"
- "Anna Lee"
- "To Live Forever"
- "Metropolis"
- "Peruvian Skies"
- "Learning To Live"
- "A Change of Seasons"

## Intérpretes
- James LaBrie – Voz
- John Myung – Bajo
- John Petrucci – Guitarras
- Mike Portnoy – Baterías
- Derek Sherinian – Teclados

## Trivia
- En una corta secuencia de este vídeo puede verse tocando a Nightmare Cinema, una "anti-banda" de Dream Theater, formada por Portnoy en el bajo, Petrucci en la batería, Myung en los teclados, Sherinian en la guitarra, y LaBrie en la voz. Mike Portnoy ha declarado que Nightmare Cinema fue cosa de esa alineación en particular, y que no hay planes de reunir, o presentarla de nuevo.

- Datos: Q245448